# Майер, Флориан (футбольный судья)
Фло́риан Ма́йер (нем. Florian Meyer; род. 21 ноября 1968) — бывший немецкий футбольный судья. Проживает в Бургдорфе. 

## Судейская карьера
Работал в Немецком футбольном союзе (DFB) с 1996 года и был судьей ФИФА с 2002 по 2013 год. Он был четвёртым официальным судьёй финала Лиги чемпионов УЕФА 2007 года между «Миланом» и «Ливерпулем».
Мейер ушёл в отставку в 2016 году, достигнув предельного возраста для немецких судей, который составляет 47 лет. Его последним матчем в Бундеслиге был матч между «Аугсбургом» и «Гамбургом», прошедший в мае 2016 года.

### Чемпионат Европы по футболу 2012
Майер участвовал в качестве судьи за воротами на чемпионате Европы 2012 года (Польша — Украина) в составе бригады арбитра DFB Вольфганга Штарка.
| Группа А | 12 июня 2012 | Польша — Россия    | 1:1 (0:1) |
| Группа C | 18 июня 2012 | Хорватия — Испания | 0:1 (0:0) |